# Савез хокеја на леду Словачке
Хокејашки савез Словачке (словен. Slovenský zväz ľadového hokeja, (SZĽH)) кровна је спортска организација задужена за хокеј на леду на подручју Словачке Републике.
Савез је основан 29. децембра 1929. као део тадашње Чехословачке хокејашке федерације. Као независна институција постоји од 1991, а пуноправни члан Светске хокејашке федерације (ИИХФ) је од 2. фебруара 1993. године. 
Хокејашки савез Словачке је 2002. уз помоћ спонзора основао Хокејашку кућу славних Словачке. Седиште савеза је у Братислави.

## Такмичења
Савез је задужен за организацију бројних професионалних и аматерских такмичења у земљи. Најважнија професионална такмичења су Екстралига као највиши ранг мушког професионалног хокеја и Прва лига, те Прва женска хокејашка лига. Такмичења у млађим категоријама су на аматерском нивоу.
Национално првенство одржава се од 1993. године и у њему обично учествује између 10 и 12 клубова. Клубови са највише титула су Слован (8), Кошице (5) и Дукла (3). 
Мушка сениорска репрезентација свој први сусрет одиграла је против селекције Бохемије у Гармишу (Немачка) 1. фебруара 1940. и том приликом изгубила са 0:12 (што је уједно и њен најубедљивији пораз у историји). Након Другог светског рата словачки хокејаши су се такмичили у оквирима репрезентације Чехословачке све до 1994. када се Словачка поново враћа на међународну сцену. На Светском првенству 2002. селекција Словачке освојила је златну медаљу што је уједно и највећи успех словачког хокеја у историји. Поред мушке у међународним такмичењима учествују и женска сениорска репрезентација, те репрезентације у млађим узрасним категоријама, као и у инлајн хокеју. 
Савез такође финансира рад 45 школа за хокеј на леду за децу.

## Савез у бројкама
Према подацима ИИХФ-а из 2013. на територији Словачке регистровано је укупно 70 клубова и 9.230 играча. Од тог броја око 2.500 је професионалних играча и играчица. У Словачкој постоји и 527 лиценцираних судија. Хокејашка инфраструктура обухвата 60 затворених терена са вештачким ледом и 17 терена на отовреном. Највеће дворане налазе се у Братислави (10.000), Кошицама (капацитета 8.300 места), Зволену (6.390), Жилини (6.328) и Тренчину (6.150).